# Laura Wood
Laura Wood (* 18. August 1901; † 9. Mai 1982) war eine US-amerikanische Schauspielerin.

## Leben
Laura Wood begann ihre Karriere als Model, wechselte dann jedoch zur Schauspielerei. Sie war von 1970 bis 1975 mit Harry Kerwin verheiratet. Die Ehe endete durch Scheidung.

## Filmografie (Auswahl)
- 1956: Streifenwagen 2150 (Highway Patrol, Fernsehserie, eine Folge)
- 1957: Official Detective (Fernsehserie, 1 Folge)
- 1959: 77 Sunset Strip (TV-Serie, eine Folge)
- 1960: The Rebel (TV-Serie, zwei Folgen)
- 1963: Six She’s and a He
- 1966–1967: Raumschiff Enterprise (Star Trek, TV-Serie, zwei Folgen)
- 1968: Meine drei Söhne (My Three Sons, Fernsehserie, 1 Folge)
- 1969: This Sporting House
- 1970: Sweet Bird of Aquarius